# Iubaris
Iubaris – polski zespół muzyczny z Trójmiasta wykonujący awangardowy black metal z wpływami takich gatunków jak metal alternatywny czy rock progresywny.

## Biografia
Zespół został założony w 2008 roku przez gitarzystów Antaresa i Erthuna. Wkrótce dołączył perkusista Kabuka (później zmienił pseudonim na Hipnagog) oraz basista Aquila, wkrótce zastąpiony przez Vulpusa. Rok później ukazało się nagrane własnymi siłami demo Ars Sathanae, a w roku 2010 zarejestrowana w gdyńskim studiu Sounds Great Promotion we współpracy z producentem Kubą Mańkowskim EP Ars Sathanae I. W 2012 roku zespół ponownie wszedł do Sounds Great Promotion by nagrać kolejną EP – Ars Sathanae II. Obie części ukazały się później na kompilacji Magnum Coeptum Satanicum. Po nagraniach nastąpiła zmiana personalna gitarzysty, Erthuna zastąpił Mjolnir.
W roku 2014 ukazał się album pod tytułem Code. Jedynie ścieżki perkusji zostały zarejestrowane w zewnętrznym studio, pozostałą pracę członkowie zespołu wykonali sami w samodzielnie przystosowanej do tego sali prób w Sopocie. Album zebrał pozytywne recenzje w polskich i zagranicznych portalach.
Rok 2015 przyniósł kolejną EP pod tytułem A Man Disappeared. Tytułowy utwór miał oryginalnie znaleźć się na albumie Code, jednak został ponownie nagrany, a pierwotna wersja nigdy nie została wydana. EP zawiera także ponownie nagrany utwór A Day of December z Ars Sathanae II oraz dwa remiksy.
W lutym 2017 wydana została EP Live in Bergen, Dead in Sopot. Połowa utworów na wydawnictwie to nagrania na żywo zarejestrowane w sierpniu 2015 podczas koncertu w Bergen, druga połowa to nagrane w studiu w Sopocie covery.
Na początku 2021 roku zespół poinformował o zmianach w składzie. Po ponad 12 latach z zespołu odeszli Hipnagog i Vulpus. Nowym perkusistą został Roland "Mimir" Nawrocki, a basistą Arkadiusz "Arrass" Grzebyta.

## Muzycy

### Obecny skład zespołu
- Antares – gitara prowadząca, śpiew
- Mjolnir – gitara rytmiczna
- Arrass – gitara basowa
- Mimir– perkusja

### Byli członkowie zespołu
- Erthun – gitara rytmiczna
- Aquila – gitara basowa
- Hipnagog - perkusja
- Vulpus - gitara basowa, śpiew

## Dyskografia

### Albumy studyjne
- Magnum Coeptum Satanicum (2013)
- Code (2014)

### EP i demo
- Ars Sathanae demo (2009)
- Ars Sathanae I (2010)
- Ars Sathanae II (2012)
- A Man Disappeared (2015)
- Live in Bergen, Dead in Sopot (2017)

## Wideografia
- The Winnowing (2013)
- Now (2016)